# Vincenzo Gianneo
Vincenzo Gianneo (Trieste, 25 de diciembre de 1985) es un exfutbolista italiano. Jugaba de mediocampista y estuvo en equipos de Italia y Perú.

## Trayectoria
Antes de llegar al Perú, jugó en algunos equipos de Italia como Calcio Chieti, U.S. Siracusa, Muggia, Sevegliano y San Sergio. Firmó un contrato con el Sport Boys hasta finalizar el Campeonato Descentralizado 2008. El Sport Boys tuvo algunos problemas económicos en ese periodo, sin embargo el fichaje de Gianneo se pudo concretar porque él no pedía dinero para estar en el equipo. A comienzos del 2009, Gianneo firmó con el Sport Áncash, en el cual militó hasta el mes de julio. En marzo del 2010, firma por el Chioggia Sottomarina de la Serie D de Italia.

## Espectáculos
El 19 de mayo de 2014 fue presentado como participante en el programa de TV Combate  del canal ATV  en Perú (reality de competencias), como miembro de la nación Aire, la cual queda eliminado.

## Clubes
| Club                 | País   | Año         |
| -------------------- | ------ | ----------- |
| Roccaravinda         | Italia | 2003        |
| Calcio Chieti        | Italia | 2004        |
| U.S. Siracusa        | Italia | 2004        |
| Calcio Chieti        | Italia | 2005        |
| Muggia               | Italia | 2005 - 2006 |
| Sevegliano           | Italia | 2006 - 2007 |
| San Sergio           | Italia | 2007 - 2008 |
| Sport Boys           | Perú   | 2008        |
| Sport Áncash         | Perú   | 2009        |
| Chioggia Sottomarina | Italia | 2010        |
| Ponziana             | Italia | 2011        |
| Manzanese            | Italia | 2011        |
| SS Vesna             | Italia | 2013 - 2016 |
| Campanelle           | Italia | 2019 - 2022 |